# Маклаки (Просницкое сельское поселение)
Маклаки́ — деревня в Кирово-Чепецком районе Кировской области в составе Просницкого сельского поселения.

## География
Расположена на расстоянии примерно 3 км по прямой на юго-восток от переезда на юго-восточной окраине города Кирово-Чепецк через узкоколейную железнодорожную линию до поселка Каринторф.

## История
Известна с 1671 года как деревня Отяцкая с 3 дворами, в 1764 (уже Потаповская) 40 жителей. В 1873 году здесь (Потаповская или Маклаки) дворов 8 и жителей 82, в 1905 19 и 98, в 1926 (уже Маклаки или Потаповская) 23 и 109, в 1950 22 и 83, в 1989 7 постоянных жителей. Настоящее название утвердилось с 1939 года.

## Население
Постоянное население составляло 3 человека (100% русские) в 2002 году, 13 в 2010.